# Montmarvés
Mont Marvés (en francès Monmarvès) és un municipi francès situat al departament de la Dordonya i a la regió de la Nova Aquitània.

## Demografia
| 1962                                       | 1968 | 1975 | 1982 | 1990 | 1999 | 2007 |
| ------------------------------------------ | ---- | ---- | ---- | ---- | ---- | ---- |
| 69                                         | 62   | 44   | 42   | 54   | 57   | 46   |
| Des de 1962: població sense dobles comptes |      |      |      |      |      |      |

## Administració
| Període   | Identitat           | Partit |
| --------- | ------------------- | ------ |
| 1935-1983 | Roger Séguy         |        |
| 1983-2001 | Joseph Titonel      |        |
| 2001-     | Christian Barchiesi |        |